# 1. korpus (Vietnamska ljudska armada)
1. korpus (vietnamsko Binh đoàn Quyết thắng; dobesedno Korpus z vztrajnostjo do zmage) je korpus Vietnamskih ljudskih kopenskih sil.

## Zgodovina
Med vietnamsko vojno je korpus imel pomembno vlogo v kampanji Ho Ši Minha.

## Organizacija
Trenutna
- Visoko poveljstvo
- Štab
- Politični oddelek
- Oddelek logistike
- Oddelek tehnologije
- 390. divizija
- 308. divizija
- 312. pehotna divizija
- 320B. pehotna divizija
- 367. divizija zračne obrambe
- 202. tankovska brigada
- 45. artilerijska brigada
- 299. brigada inženircev